# Болдын Бямбадорж
Болдын Бямбадорж (6 апреля 1991, Булган) — монгольский лыжник, участник Олимпийских игр 2014 года.

## Биография
В спортивной программе на Олимпийских играх в Сочи Бямбадорж выступал на дистанции 15 км классическим стилем, в итоге пришёл 80-м за 48 минут 29,6 секунды с отставанием от лидера 9:59,9.
На церемонии открытия Олимпийских игр в Сочи нёс флаг своей страны.